# Le Règne éphémère de Pépin IV
Le Règne éphémère de Pépin IV (titre original en anglais The Short Reign of Pippin IV: A Fabrication) est un roman de John Steinbeck publié en 1957 dans lequel il se moque de la politique française. C'est son seul livre de satire politique.

## Résumé
Pépin IV raconte la vie de Pépin Héristal, astronome amateur soudainement proclamé roi de France. Sans savoir qu'il a été adoubé à seule fin de donner aux communistes une monarchie contre laquelle se révolter, Pépin a été choisi car la rumeur prétend qu'il descend du fameux Charlemagne. Mécontent du manque d'intimité, de la dégradation de sa vie de famille, de l'inconfort de son logement au château de Versailles et par-dessus tout de l'absence de son télescope, le protagoniste passe une partie du roman à s'habiller comme un roturier, se déplaçant souvent en scooter pour échapper aux contraintes de la vie royale. Le vœu de Pépin de se voir détrôner se réalise quand les Français se révoltent contre la monarchie, ce qui était la raison d'être du règne de Pépin.

## Personnages
- Pépin Arnulf Héristal : un astronome amateur puis roi de France.
- Marie, épouse de Pépin : une femme pratique et plantureuse qui devient une reine de France très terre à terre.
- Clotilde, fille de Pépin : une écrivaine à succès, muse d'un mouvement religieux, prodige intellectuel et princesse héritière, le tout à l'âge de 20 ans.
- Charles Martel : l'oncle de Pépin, antiquaire qui porte le nom de Charles Martel.
- Sœur Hyacinthe (née Suzanne Lescault) : ancienne meneuse de revue devenue sœur qui prodigue de sages conseils à Pépin.
- Tod Johnson : jeune Américain voyageant en Europe qui tombe amoureux de Clotilde ; il est l'héritier de la fortune de son père, le « Roi de l’œuf » à Petaluma en Californie.

À travers ce roman Steinbeck donne à voir les préjugés et a priori américains habituels relativement à la France. Les personnages forment une galerie de clichés (notamment l'écrivain à succès dans laquelle on reconnaît Françoise Sagan) assez représentatifs de la perception traditionnelle des Français par les Américains. 
Le nom de Pippin donné à Arnulf Héristal est évidemment calqué sur celui de Pépin le Bref.

## Référence
- (en) Cet article est partiellement ou en totalité issu de l’article de Wikipédia en anglais intitulé « The Short Reign of Pippin IV » (voir la liste des auteurs).
- (en) « The Short Reign of Pippin IV », sur The Literary Encyclopedia (consulté le 13 décembre 2020).